# Rózsaablak
A rózsaablak, ablakrózsa vagy rozetta román és gótikus templomokon a főbejárat fölött, ritkábban az oldalbejáratok fölött elhelyezkedő, nagyméretű, küllős szerkezetű ablak. Szerkezete a gótikában egyre bonyolultabbá vált, mérműves kiképzéssel látták el.
A mérművekhez hasonlóan a rózsaablakot is nagyban veszélyezteti a savas esőzés.

## Galéria

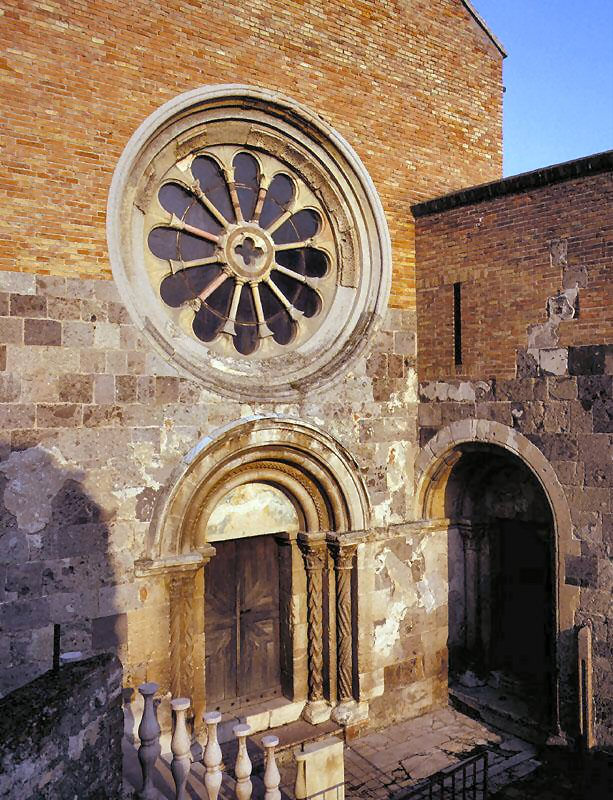
Az esztergomi vár rózsaablaka
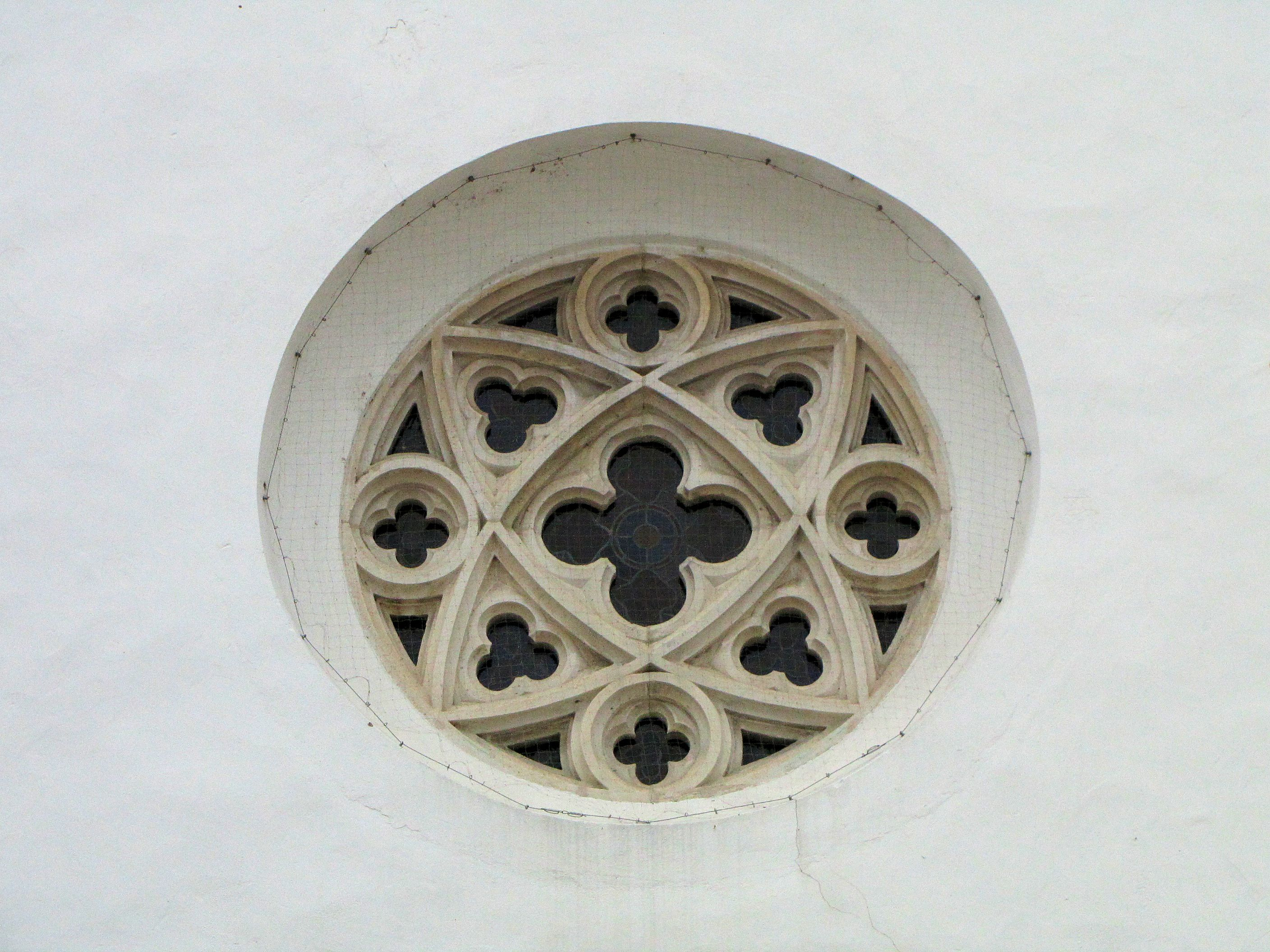
A székesfehérvári Hentel-kápolna rózsaablaka
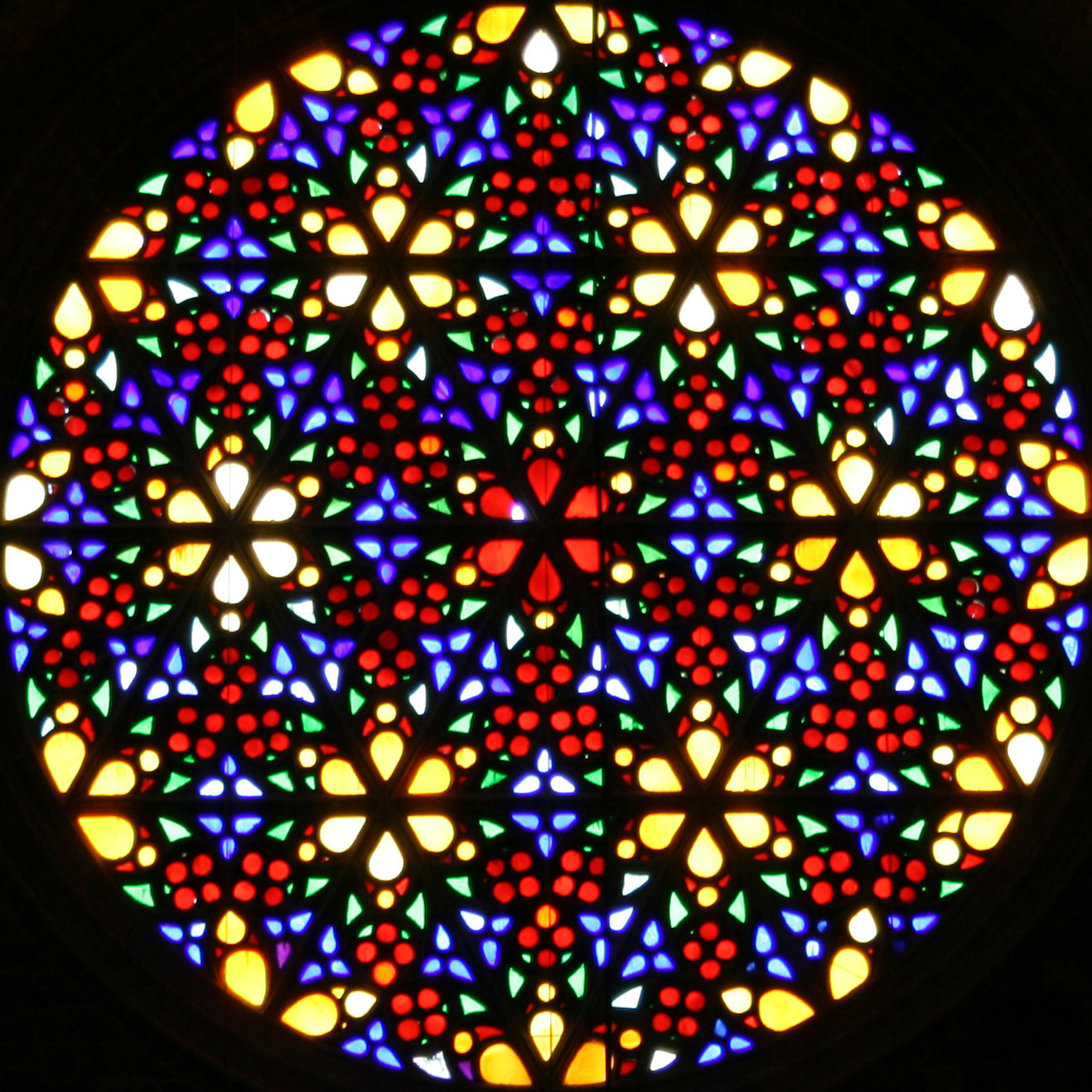
A katedrális rózsaablaka, Palma de Mallorca
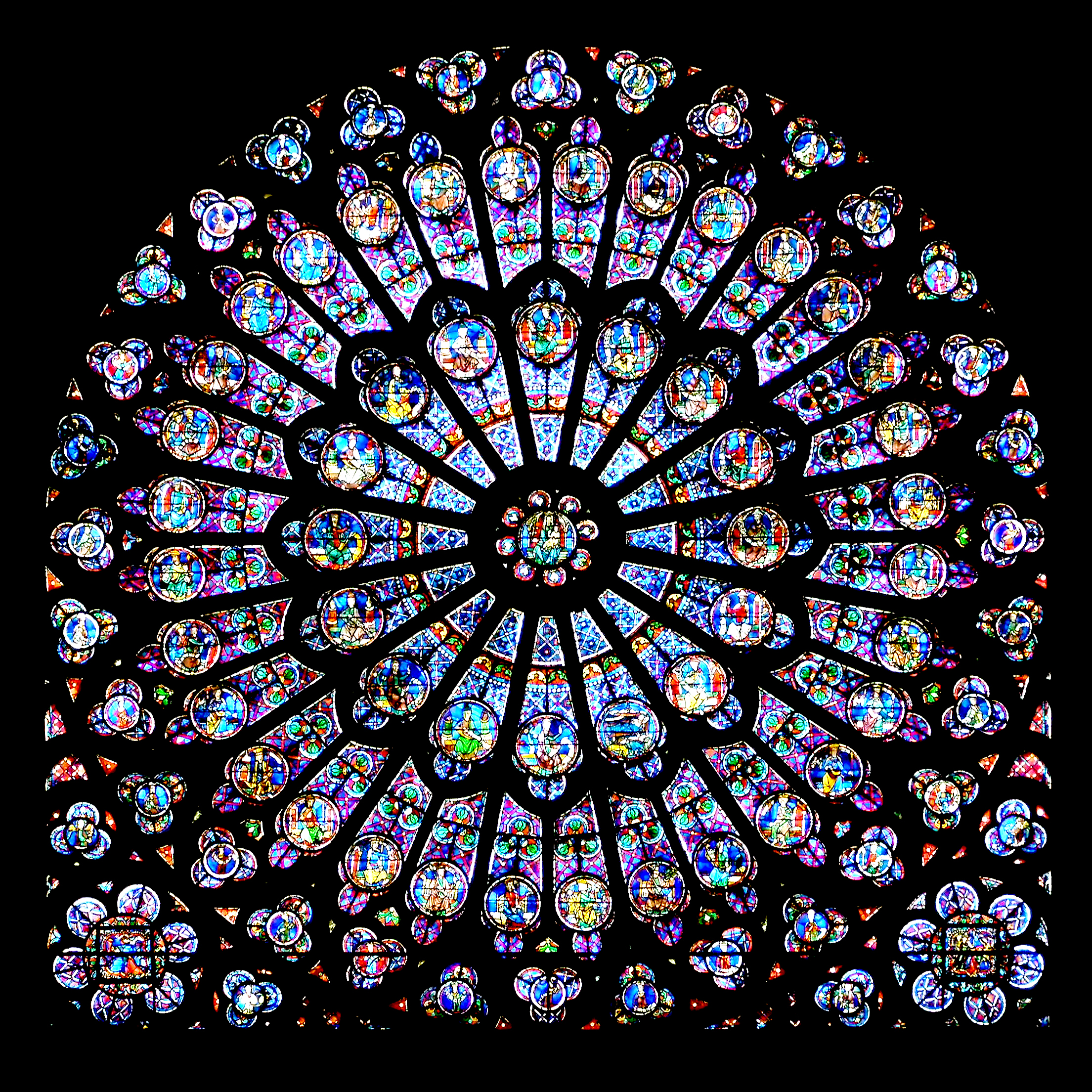
A párizsi Notre-Dame rózsaablaka
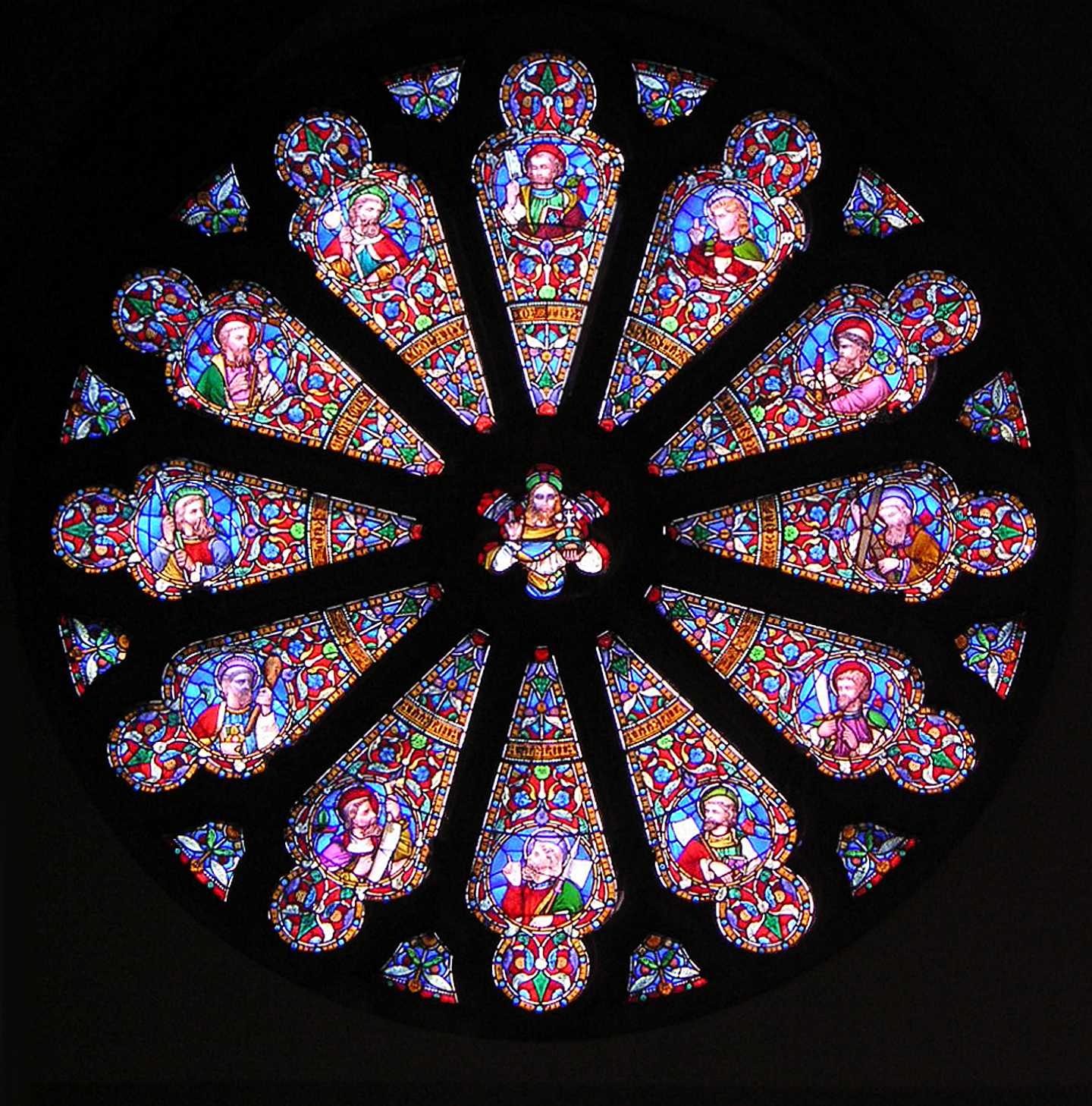
A Szent Mátyás-templom rózsaablaka, Richmond
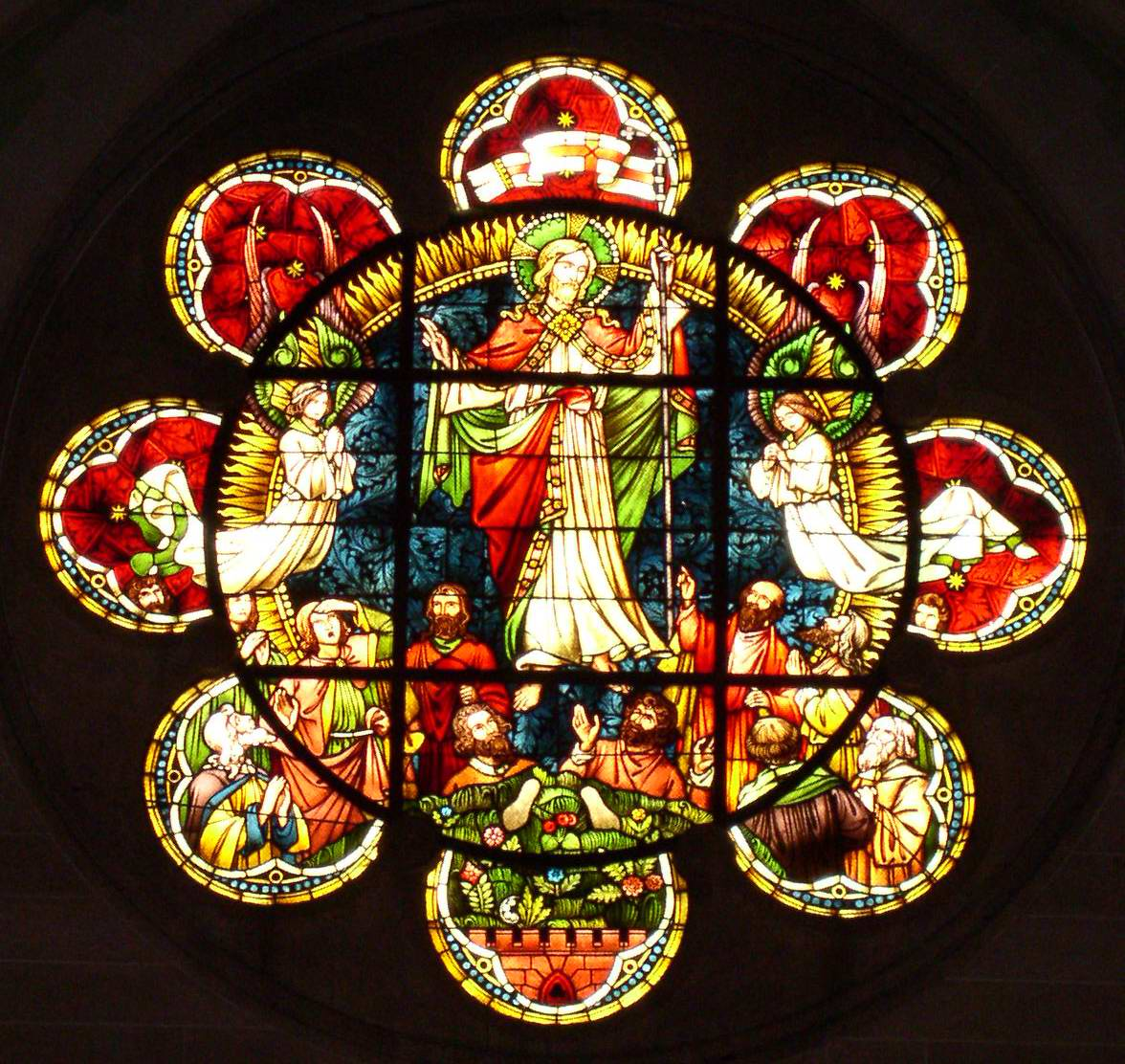
Egy drezdai templom rózsaablaka
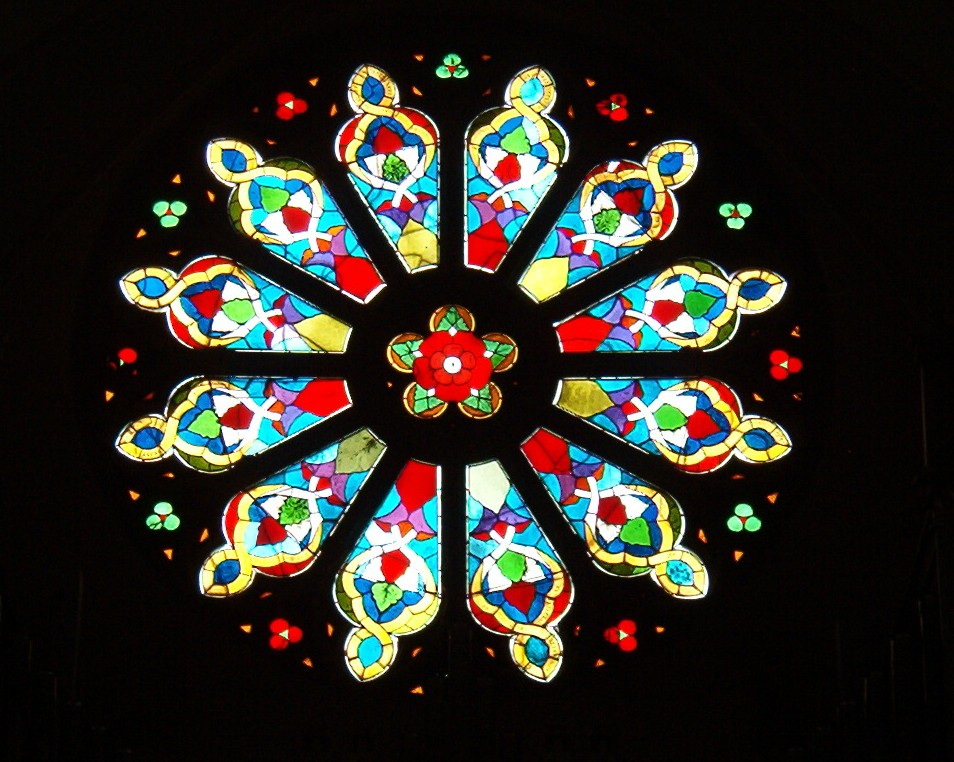
Az Oscar Fredrik-templom rózsaablaka, Göteborg
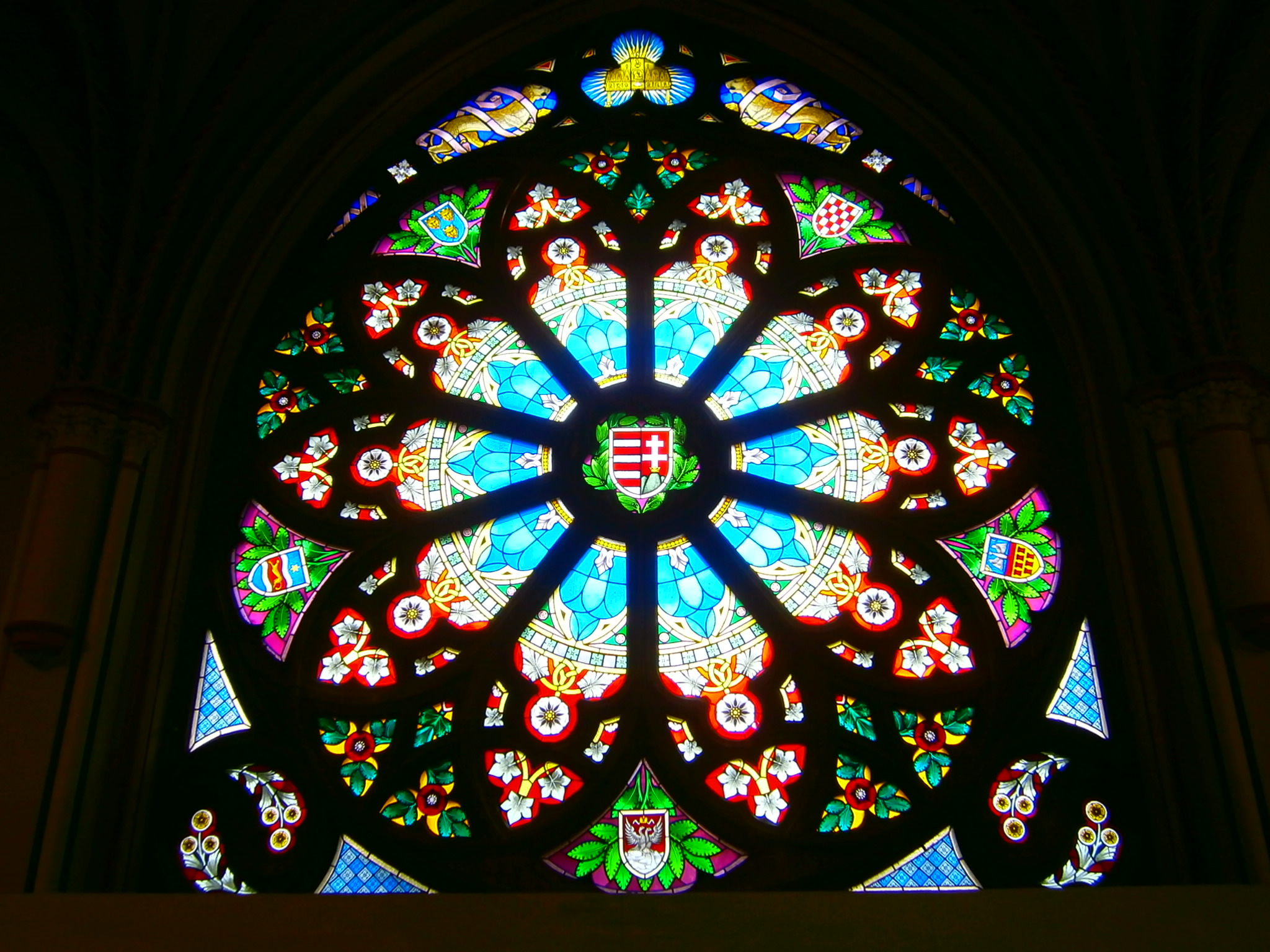
Rózsaablak a pesti Vajdahunyad várában